# Coelodonta thibetana
Coelodonta thibetana ist eine ausgestorbene Art der Wollnashörner (Coelodonta). Es bewohnte vor rund 3,7 Millionen Jahren im mittleren Pliozän das Tibetische Hochland und ist der frühste bekannte Vertreter seiner Gattung, die im Pleistozän ganz Eurasien besiedelte.

## Merkmale
Der einzige bisher gefundene Schädel von Coelodonta thibetana war 77 cm lang, aufgrund der Größe des Schädels wird ein Lebendgewicht von 1,8 t rekonstruiert. Er besaß ein lang ausgezogenes Hinterhauptsbein, das Nasenbein war breit und nach vorn stark gerundet, wobei der Abstand zum Zwischenkieferknochen 7,4 cm betrug. Dieser Wert ist höher als bei C. nihowanensis, der phylogenetisch nächstjüngeren Art, während beim klassischen Wollnashorn (C. antiquitatis) beide Knochen direkt aneinander liegen. Die Hornansätze am Schädel sprechen für ein relativ großes Nasenhorn und ein kleineres Stirnhorn. In Relation zur Körpergröße besaß die Art wahrscheinlich das größte Horn aller Nashornarten, es war aber offensichtlich seitlich abgeflacht. Wie auch beim Wollnashorn war die Kopfhaltung aufgrund des verlängerten Hinterhauptes sehr steil. Allerdings war die für die Gattung der Wollnashörner charakteristische knöcherne Nasenscheidewand noch nicht so stark entwickelt wie bei späteren Arten und wies nur im vorderen Drittel eine Verknöcherung auf. Die Zahnformel von C. thibetana ist I 0/0 – C 0/0 – P 3/3 – M 3/3 und entspricht damit der aller anderen Wollnashörner, zuzüglich der relativen Hochkronigkeit der Zähne. Allerdings wies der zum Schädel gehörige Unterkiefer noch die Alveolen des zweiten Milchschneidezahns auf. Dieses Merkmal kommt ebenfalls bei C. nihowanensis vor, fehlt aber bei den jüngeren Vertretern der Wollnashörner.

## Paläobiologie
Mit Hilfe von Isotopenuntersuchungen am Zahnschmelz der Zähne von C. thibetana konnten Rückschlüsse auf die Ernährungsweise dieser Nashornart gezogen werden. Die Untersuchungen erfolgten an unterschiedlichen Kohlenstoff-Isotopen, deren Verhältnis zueinander Aussagen über die damals vorherrschenden klimatischen Bedingungen geben. Die ermittelten Werte gleichen dabei jenen, die bei heutigen Tibetischen Wildeseln in parallel verlaufenden Analysen gemessen wurden und sprechen für eine bevorzugte Nahrungskomponente bestehend aus Gräsern und Sträuchern. Ähnliche Untersuchungen an Sauerstoff-Isotopen zeigten wiederum, dass die Umgebung damals feuchter und kühler war und erst nach dem mittleren Pliozän ein deutlich trockeneres Klima einsetzte.

## Systematik
Coelodonta thibetana ist ein früher und ursprünglicher Vertreter der Wollnashörner. Es entwickelte sich aus einem gemeinsamen Vorläufer mit dem Steppennashorn (Stephanorhinus hemitoechus), als dieser das Tibetische Plateau besiedelte. Dort fand schließlich eine Adaption an das kalte Klima des Hochgebirges statt, ähnlich wie sie etwa heute noch Yaks (Bos mutus) zeigen. Als sich das globale Klima zu Beginn des Pleistozäns abkühlte und große Teile Eurasiens vereisten, konnte C. thibetana sein Verbreitungsgebiet langsam ausdehnen und nach Norden vorstoßen. Die dortige Population entwickelte sich im Laufe der Zeit zum Wollnashorn (C. antiquatis) weiter, das anschließend nach Westen vordrang.
Die Erstbeschreibung der Art durch Tao Deng et al. stammt aus dem Jahr 2011 und basiert auf einem Schädel, der im Zandabecken im westlichen Tibetischen Plateau gefunden wurde (IVPP V15908). Der  Holotyp umfasst dabei neben dem Schädel noch den Unterkiefer und die ersten drei Halswirbel. Das Artepitheton bezieht sich auf den Fundort in Tibet.